# مقاطعة ترمبول (أوهايو)
مقاطعة ترمبول (بالإنجليزية: Trumbull County)‏ هي إحدى مقاطعات ولاية أوهايو في الولايات المتحدة الأمريكية.

## أعلام
- إس. إس. كوك
- فرنسيس شابن
- رالف هيل